# Пінар-дель-Ріо
Піна́р-де́ль-Рі́о (ісп. Pinar del Río) — муніципалітет і місто на Кубі, Пінар-дель-Ріоська провінція. Адміністративний центр провінції. Засноване іспанцями 1867 року. Головна окраса міста — Пінар-дель-Ріоський собор. Населення міста — 139,336 осіб (2004), муніципалітету — 190,332 осіб. 10-те найбільше місто країни.

## Релігія
- Центр Пінар-дель-Ріоської діоцезії Католицької церкви.

## Пам'ятки
- Пінар-дель-Ріоський собор

## Відомі люди
Народились
- Офелія Родрігес Акоста - кубинська письменниця, журналістка та феміністка.